# Cavertitz
Cavertitz è un comune di 2 161 abitanti della Sassonia, in Germania.
Appartiene al circondario (Landkreis) della Sassonia settentrionale (targa TDO).